# تروگلبن
تروگلبن (به آلمانی: Trügleben) یک عوارض جغرافیایی در آلمان است که در Hörsel واقع شده‌است.

## خصوصیات
تروگلبن ۶٫۰۷ کیلومترمربع مساحت دارد ۳۵۰ متر بالاتر از سطح دریا واقع شده‌است.